# Indeksi (album)
Indeksi az Indexi 1972-ben kazettán megjelent válogatásalbuma, mely az 1969 és 1972 közötti dalaikat tartalmazza. Kiadta az RTV Ljubljana. Érdekesség, hogy a Najljepše stvari, a Galijom sna és Da li postoji ljubav? c. dalok azóta semmilyen más hanghordozón nem jelentek meg.

## Az album dalai
A oldal
1. Dan kao ovaj
2. Hej ti
3. Da li postoji ljubav
4. Najljepše stvari

B oldal
1. Ja odlazim sutra
2. Negdje na kraju u zatišju
3. Galijom sna